# Ernesto Cordero Arroyo

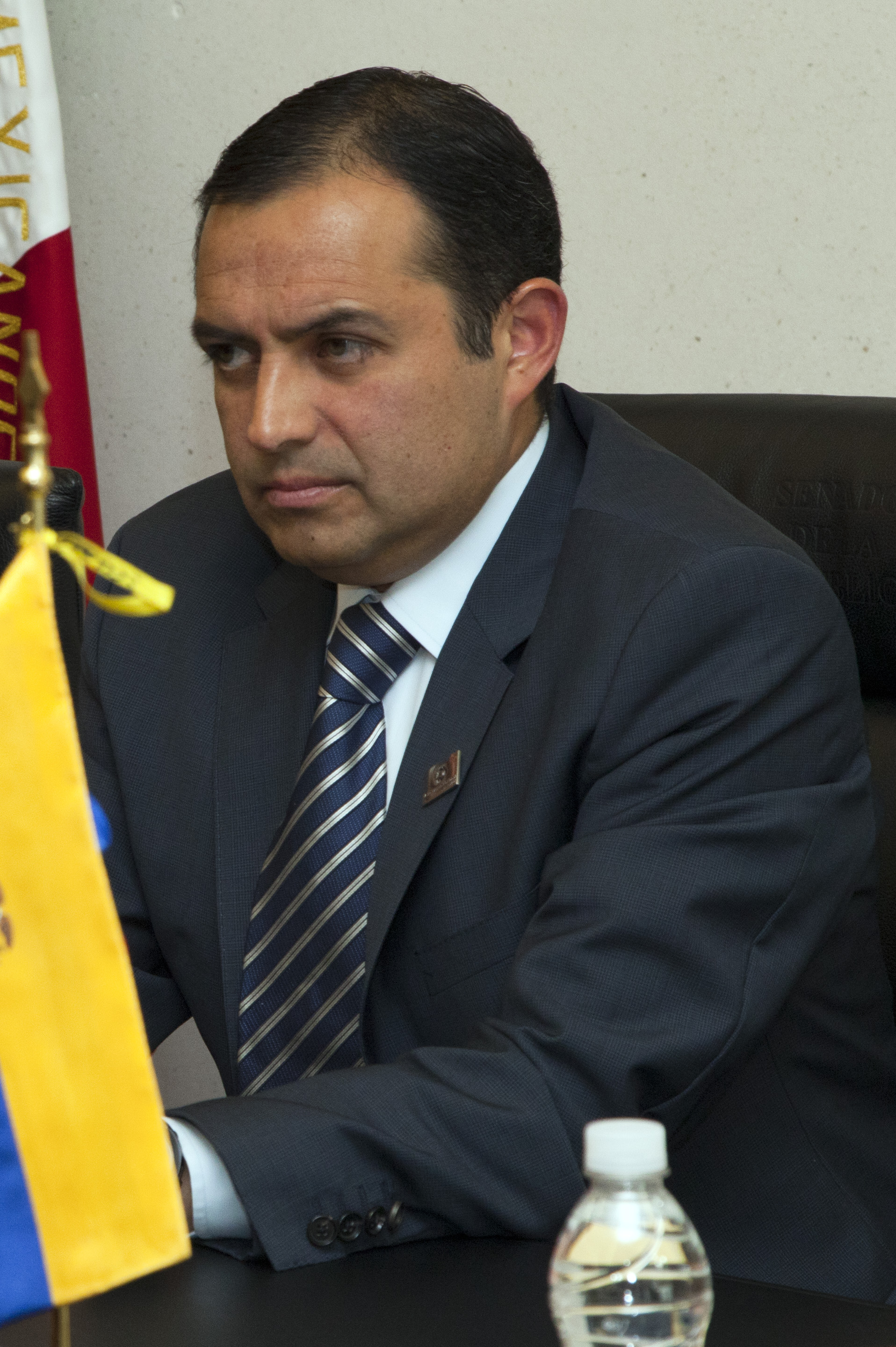
Ernesto Cordero Arroyo

Ernesto Javier Cordero Arroyo (9 mei 1968)is een Mexicaans econoom en politicus van de Nationale Actiepartij (PAN).
Cordero studeerde econoom aan het Autonoom Technologisch Instituut van Mexico en behaalde een doctoraat aan de Universiteit van Pennsylvania, waar hij vervolgens een tijdlang economie doceerde. Cordero Arroyo vervulde functies in het ministerie van energie, de PAN en de Nationale Bank voor Publieke Werken en Diensten (BANOBRAS) en was onderminister van energie onder Vicente Fox. In 2006 steunde hij de presidentscampagne van Felipe Calderón, die hem na zijn aantreden tot onderminister van haciënda benoemde.
Op 15 januari 2008 benoemde Calderón Cordero tot minister van sociale ontwikkeling en in december 2009 volgde hij Agustín Carstens op als minister van haciënda (financiën). Cordero trad af in september 2011 om zich binnen zijn partij kandidaat te stellen voor de presidentsverkiezingen van 2012.